# 斯維亞托申區

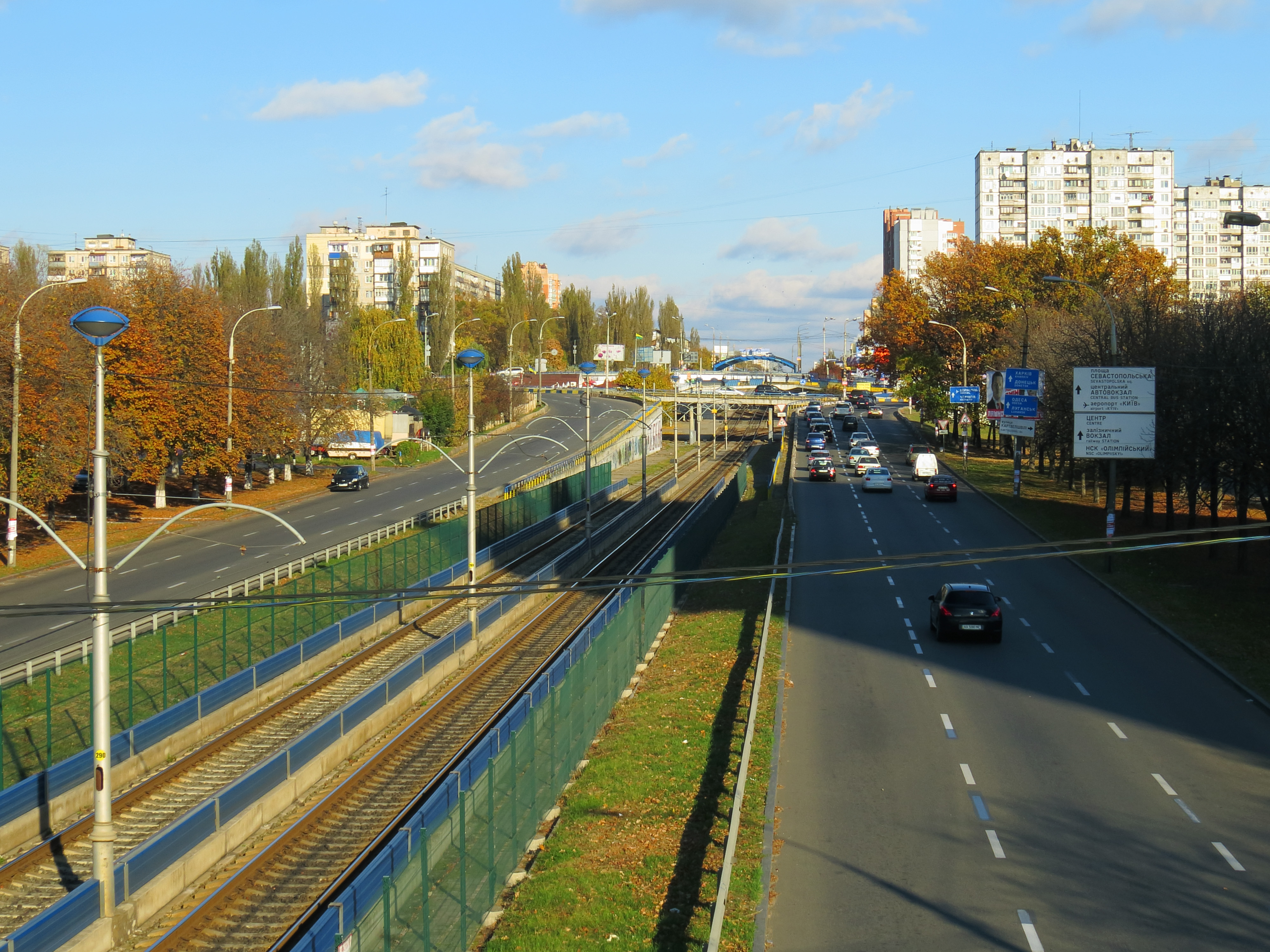
萊斯·庫爾巴斯大街

斯維亞托申區在基辅市的位置

斯維亞托申區（羅馬化：Sviatoshynskyi Raion）是烏克蘭首都基輔的一個區，位於該市西部，處於第聶伯河右岸，面積103平方公里，2013年人口337,393，人口密度每平方公里3,275.66人。